# NGC 309
NGC 309 is een balkspiraalstelsel in het sterrenbeeld Walvis. NGC 309 staat op ongeveer 230 miljoen lichtjaar van de Aarde.
NGC 309 werd in 1877 ontdekt door de Duitse astronoom Ernst Wilhelm Leberecht Tempel.

## Synoniemen
- PGC 3377
- MCG -2-3-50
- IRAS00542-1010